# Dassault Mirage F1
Dassault Mirage F1 je francuski lovac i jurišnik kojeg je dizajnirala i proizvodila tvrtka Dassault Aviation kao nasljednika lovaca iz obitelji Mirage III. Zrakoplov je ušao u službu francuskih zračnih snaga početkom 1970-ih. Pokreće ga jedan SNECMA Atar turbomlazni motor snage 49,03 kN (70,6 kN naknadnog potiska). F1 je korišten kao laki višenamjenski jurišnik te se izvozio u više od deset zemalja svijeta. Proizvedeno je oko 720 Mirage F1 te je među europskim jurišnicima treće generacije (izgrađenim tijekom 1960-ih i početkom 1970-ih) najuspješniji i najznačajniji jer su ga svi njegovi korisnici uspješno koristili u ratovima i regionalnim sukobima.

## Dizajn i razvoj
Tvrtka Dassault Aviation je počela razvijati Mirage F1 kao vlastiti privatni projekt (koristeći vlastita sredstva) kojim bi razvili nasljednika obitelji Mirage III i Mirage V lovaca. U službu francuskih zračnih snaga je ušao početkom 1970-ih. Imao je istu veličinu krila kao Mirage III i V,[nedostaje izvor] a pokretao ga je turbomlazni motor SNECMA Atar 9K koji je korišten u Dassault Mirage IV avionima. F1 se od prethodnika dizajnerski razlikuje po strijela krilu i površini konvencionalnog repa korištenog kod Mirage F2.
Prototip Dassault Mirage F1 je prvi puta poletio 23. prosinca 1966. Unatoč tome što se prototip srušio 18. svibnja 1967. pri čemu je poginuo pilot, već 26. svibnja 1967. su naručena nova tri prototipa čime je nastavljen razvoj. Zbog toga je prekinut projekt većeg i skupljeg Miragea IV.
Iako Mirage F1 ima manji raspon krila od Mirage III, F1 je pokazao da će biti superioran u odnosu na svog prethodnika. Primjerice, može prenositi 43% više goriva, polijetanje mu je kraće a upravljivost bolja.
Kako bi bio u skladu s uvjetima francuskog ratnog zrakoplovstva o presretaču za sve vremenske uvjete, prvi proizvodni Mirage F1C je opremljen s Thomson-CSF Cyrano IV monopulsnim radarom. Kasnija inačica radara Cyrano IV-1 je imala ograničene sposobnosti. Piloti koji su upravljali s F1 su u svojim izvješćima naveli da se radar lako može pregrijati čime se smanjuje njegova učinkovitost.
Prvi Mirage F1 su isporučeni Francuskoj kao primarnom korisniku u svibnju 1973. a s njima je opremljen eskadron Normandie-Niemen u prosincu iste godine. U početku su zrakoplovi bili naoružani s dva unutarnja 30 mm topa te jednim Matra R530 zrak-zrak projektilom srednjeg dometa koji se nalazio ispod trupa. Projektil je 1979. zamijenjen s poboljšanim Matra Super 530 F koji je tada ušao u službu francuskog ratnog zrakoplovstva. Dvije godine prije toga u uporabu je uveden i projektil R550 Magic. Ti projektili su kod F1 bili montirani na krilnim nosačima.
U približno isto vrijeme je američki AIM-9 Sidewinder postao dijelom naoružanja Dassault Mirage F1. To se dogodilo nakon što su Grčka i Španjolska zatražile integraciju AIM-9 Sidewinder projektila na vlastite lovce Mirage F1CE i CG.
U sljedećem proizvodnom procesu koji je trajao od ožujka 1977. do prosinca 1983. je proizvedeno novih 79 zrakoplova. Riječ je o modelu Mirage F1C-200 s fiksnom sondom za nadolijevanje goriva tijekom leta zbog čega je trup proširen za 7 cm.
Dassault Mirage F1 je u francuskim zračnim snagama vršio ulogu glavnog presretača sve dok u službu nije ušao Dassault Mirage 2000.

## Inačice

### Mirage F1A
Jurišnik jednosjed za napad ciljeva na tlu s ograničenim (samo dnevnim) mogućnostima napada ciljeva u zraku. Opremljen je s laganim EMD AIDA 2 radarom umjesto Cyrano IV radara ili drugih njegovih inačica. Ispod nosa mu je montiran laserski daljinomjer, ima veći kapacitet prenošenja goriva te mu je instalirana sonda za zračno nadolijevanje gorivom. Razvijen u suradnji između Dassault Aviationa te južnoafričkih zračnih snaga.
- Mirage F1AD: Mirage F1A namijenjen Libiji. Isporučeno je 16 aviona (1978. – 1979.).[1]
- Mirage F1AZ: MirageF1A namijenjen JAR-u. Isporučeno je 32 aviona (1975. – 1976.).[1]

### Mirage F1B
Trener dvosjed kojeg su francuske zračne snage naručile u dvadeset primjeraka. Avioni su isporučeni od listopada 1980. do ožujka 1983. Riječ je o modelu lovca F1A kojem je dodano jedno sjedalo više zbog čega je trup produljen za 30 cm. Zbog toga je smanjen unutarnji spremnik goriva te je uklonjen unutarnji top.
Težina praznog zrakoplova je povećana za 200 kg dijelom zbog uvođenja Martin-Baker Mk 10 zero-zero sjedala za katapultiranje.
U svim ostalim aspektima, Mirage F1B je borbeno sposoban zrakoplov bez obzira na nedostatak unutarnjeg prostora za nošenje topa i spremnika goriva.
- Mirage F1BD: izvozna inačica modela Mirage F1D za Libiju. Šest zrakoplova je isporučeno između 1978. i 1979.[1]
- Mirage F1BE: Mirage F1B za Španjolsku s lokalnom oznakom CE 14A. Šest zrakoplova je isporučeno između 1980. i 1981.[1]
- Mirage F1BJ: Mirage F1B za Jordan a izgrađena su dva zrakoplova.[1]
- Mirage F1BK: izvozna inačica Mirage F1B za Kuvajt. Proizvedena su dva aviona.[1]
- Mirage F1BK-2: višenamjenski dvosjed za Kuvajt a riječ je o ekvivalentu F1Dl. Ukupno ih je izgrađeno četiri.[1]
- Mirage F1BQ: trener dvosjed za Irak. Naručeno je 18 aviona od čega ih je 15 isporučeno između 1980. i 1989. Neki od tih Mirage F1 su imali sondu za nadolijevanje gorivom u zraku.[1]

### Mirage F1C
- Mirage F1CE: izvozna inačica Mirage F1C za Španjolsku s lokalnom oznakom C 14A. Naručeno je 45 zrakoplova koji su isporučivani u tri blocka od 1975. do 1981.[1]
- Mirage F1CG: izvozna inačica Mirage F1C za Grčku. Izgrađeno ih je 40 a dostavljeni su od 1975. do 1978.[1]
- Mirage F1CH: izvozna inačica Mirage F1C za Maroko. Izgrađeno ih je 30 a dostavljeni su od 1978. do 1979.[1]
- Mirage F1CJ: izvozna inačica Mirage F1C za Jordan. Proizvedeno ih je 17.[1]
- Mirage F1CK: izvozna inačica Mirage F1C za Kuvajt te ih je izgrađeno 18. Avioni su isporučeni između 1976. i 1977. a kasnije su nadograđeni na CK-2 standard.[1]
- Mirage F1CK-2: devet višenamjenskih aviona koji su ekvivalent F-1E a prodani su Kuvajtu[1]
- Mirage F1CZ: izvozna inačica Mirage F1C za Južnoafrička Republika|JAR. Od 1974. do 1975. isporučeno ih je 16. Budući da su dva takva zrakoplova izgubljena zbog zračnog sudara u velječi 1979., zamijenjeni su s dva nova modela F1CZ.[1]

### Mirage F1D
Trener dvosjed temeljen na višenamjenskom lovcu Mirage F1E.
- Mirage F1JE: izvozna inačica Mirage F1D za Ekvador. Proizvedena su dva aviona.
- Mirage F1DDA: izvozna inačica Mirage F1D za Katar. Proizvedena su dva aviona.

### Mirage F1E
Svovremenski višenamjenski lovac jednosjed i jurišnik za ciljeve na tlu.
- Mirage F1JA: izvozna inačica Mirage F1E za Ekvador. Proizvedeno ih je 16.
- Mirage F1ED: izvozna inačica Mirage F1E za Libiju. Proizvedeno ih je 16.
- Mirage F1EE: izvozna inačica Mirage F1E za Španjolsku. Proizvedeno ih je 22.
- Mirage F1EH: izvozna inačica Mirage F1E za Maroko. Proizvedeno ih je 14.
- Mirage F1EH-200: izvozna inačica za Maroko sa sondom za nadolijevanje gorivom u zraku. Proizvedeno ih je 6.
- Mirage F1EJ: izvozna inačica Mirage F1E za Jordan. Proizvedeno ih je 17.
- Mirage F1EQ: izvozna inačica Mirage F1E za Irak. Proizvedeno ih je 16.
- Mirage F1EQ-2: lovac jednosjed namijenjen zračnoj obrani za Irak. Proizvedeno ih je 16.
- Mirage F1EQ-4: višenamjenski lovac jednosjed, jurišnik za ciljeve na tlu i izviđački avion za Irak. Proizvedeno ih je 28.
- Mirage F1EQ-5: protubrodski jednosjed za Irak. Proizvedeno ih je 20.
- Mirage F1EQ-6: protubrodski jednosjed za Irak. Proizvedeno ih je 30.
- Mirage F1DA: izvozna inačica Mirage F1E za Katar. Proizvedeno ih je 12.

### Mirage F1CG
Grčke zračne snage su koristile 40 modela jednosjeda Mirage F1CG. Inačica F1CG je prvi puta naručena 1974. a u grčku službu je ušla već sljedeće godine. Lovac je dodijeljen 334. i 342. eskadronu. Ovaj lovac je bio naoružan s Sidewinder AIM-9P projektilima (umjesto Matra Magic II koji se češće koristio) te je mogao prenositi četiri AIM-9P.
Grčke zračne snage su preostalih 27 Mirage F1CG povukle iz uporabe 30. lipnja 2008., nakon 28 godina u službi te 160.000 sati leta. Neki prizemljeni F1CG su danas muzejski eksponati, npr. u odsjeku za povijest Muzeja grčkog ratnog zrakoplovstva.

### Mirage F1CR
Kada je postalo jasno da će Dassault Mirage F1 postati uspješan zrakoplov s velikom proizvodnjom, Dassault Aviation je počeo istraživati mogućnost razvoja izviđačke inačice za potrebe svojeg najvažnijeg klijenta, francuske zračne snage. Međutim, velika cijena proizvodnje je zahtijevala razvoj ekonomski jeftinije alternative.
Mnogi zrakoplovi francuskog ratnog zrakoplovstva kao i neki izvozni modeli (npr. irački Mirage F1EQ) su imali opremu za potrebe izviđanja, a nalazile su se na donjem dijelu glavnog trupa.
Međutim, nastavljen je razvoj taktičko-izviđačkog zrakoplova za francuske zračne snage, a prvi Mirage F1CR-200 je poletio 20. studenog 1981.
Francuska je ukupno naručila 64 Mirage F1CR. Njime je najprije opremljen Escadron de Reconnaissance 2/33 koji je postao operativan u rujnu 1983. godine.
Neka od izviđačke opreme F1CR je bila:
- Thomson-TRT 40 panoramska kamera ili Thomson-TRT 33 vertikalna kamera,
- Cyrano IVM-R radar,
- Raphaël TH SLAR (eng. Side-Looking Airborne Radar) radar,
- RP35P optički senzor i dr.

### Mirage F1CT
Mirage F1CT je inačica modela Mirage F1C-200 namijenjena napadu ciljeva na tlu. Nakon što je u francuskim zračnim snagama Dassault Mirage 2000 dobio zračno obrambenu ulogu, Francuska se suočila s velikom količinom F1C-200 koji su prije Miragea 2000 obavljali tu ulogu. Zbog toga je pokrenut program konverzacije kojim su Mirage F1CT postali lovci na kopnene ciljeve te time zamijenili starije Mirage III i Mirage V zrakoplove.
Kod Mirage F1CT je avionika mijenjana u standard F1CR s radarskom nadogradnjom te poboljšanim navigacijsko / jurišnim sustavom Cyrano IVM-R. Uveden je i laserski daljinometar koji je postavljen ispod nosa aviona. Tu su i uređaji za upozoravanje i radarsku detekciju, sigurni radio te nova katapultirajuća sjedala Mk 10.
Od naoružanja, Mirage F1CT je imao sposobnost prenositi razne zrak-zemlja projektile, uključujući rakete, klasterske i laserski navođene bombe i dr. Ovom modelu je zadržana mogućnost da prenosi i zrak-zrak projektile.
Dva prototipa koje je konvertirao Dassault Aviation su prvi puta poletjeli 3. svibnja 1991. dok je preostalih 55 aviona konvertirano u suradnji s francuskim zračnim snagama do 1995. godine.

### Mirage F1AZ i F1CZ
Južnoafričke zračne snage su koristile modele Mirage F1AZ (za napad ciljeva na tlu) te Mirage F1CZ (lovac opremljen radarom).
Prva dva primjerka lovaca iz prve narudžbe koja je iznosila 48 aviona (32 F1AZ i 16 F1CZ) su dostavljeni 5. travnja 1975. Riječ je od dva Mirage F1CZ koji su u Južnu Afriku dostavljeni pod velom tajnosti pomoću transportnog zrakoplova C-130 Hercules. U srpnju iste godine je isporučen ostatak naručenih F1CZ a s njima je opremljen 3. eskadron sa sjedištem u zračnoj bazi Waterkloof. 1975. godine Mirage F1CZ se pojavio na nacionalnom airshowu ali javnost nije bila obavještena da je taj model već uveden u službu južnoafričkog ratnog zrakoplovstva.
Model F1AZ se isporučivao između studenog 1975. i listopada 1976. Avioni su dodijeljeni 1. eskadronu stacioniranom u zračnoj bazi Waterkloof.
Mirage F1AZ je razvijen u suradnji južnoafričkih zračnih snaga i proizvođača Dassault Aviationa kako bi se razvio vojni avion namijenjen napadu ciljeva na tlu. Tvrtka Paramount Group iz JAR-a posjeduje intelektualna prava za Mirage F1AZ. Taj model ima laserski daljinomjer koji mu omogućava precizno ciljanje i gađanje kopnenih ciljeva s nenavođenim projektilima kao što su bombe i rakete.
Unatoč tome što je F1AZ iz južnoafričkih zračnih snaga povučen 1997. godine, informacije i podaci o preciznosti naoružanja tog modela se još uvijek smatraju vojnom tajnom ratnog zrakoplovstva. Tek je na temelju agencije Jane's Defence Weekly i izvještaja pilota Dicka Lorda iz 1999. donesen zaključak da je preciznost F1AZ slična kao i balistički mod USAF-ova F-15E Strike Eagle lovca.
F1AZ ima integrirani sustav napada ciljeva na tlu koji se sastoji od dva računala koji pilotu omogućavaju identificirati ciljeve na udaljenosti od 5 km. Računala su spojena s laserskim daljinomjerom koji se nalazi u nosu aviona. Taj sustav ciljanja ne ispušta radarske signale koji bi mogli koristiti neprijateljskom lovcu. Nakon identificiranja mete i dobivanja potrebnih informacija automatski se u pravom trenutku lansira raketno oružje.
Model F1AZ ima ugrađena dva unutarnja 30 mm DEFA topa gdje svaki ima po 125 metaka a sam lovac može prenositi široku paletu naoružanja koja uključuje različite vrste bombi, raketa i drugih projektila. Najčešća borbena konfiguracija se sastoji od šest MK81 ili MK82 bombi zajedno s dva Kentron Kukri V3b ili V3c projektila na krilima.
Južnoafričke zračne snage su F1CZ povukle iz uporabe 1992. a F1AZ 1997. godine. Jedan primjerak F1CZ je dodijeljen sveučilištu University of Stellenbosch, odnosno katedri za mehanički (aerodinamički) inženjering, kako bi studentima poslužio za proučavanje struktura legura. Također, jedan F1CZ je dodijeljen i sveučilištu University of the Witwatersrand u ožujku 1999. Taj Mirage je bio poseban jer je bio sastavljen od dva F1CZ (broj 205 i 206). Lovac broj 206 je oštećen nakon zračne borbe protiv MiG-23 tijekom akcije u Angoli dok se broj 205 zapalio tijekom slijetanja. Zbog toga je stvoren novi avion spajanjem prednjeg dijela broja 205 i stražnjeg dijela broja 206 te je od milja poznat kao CZ 205 i pol. Za potrebe proučavanja koriste ga studenti aerodinamike.
Južnoafrički koncern Aerosud je za potrebe programa nadogradnje F1 nacionalnog ratnog zrakoplovstva, opremio Mirage F1 s motorom Klimov RD-33 kojeg koriste sovjetski lovci MiG-29. Ovaj program je nazvan SuperMirage F1 te je jedan lovac bio prvi avion zapadne proizvodnje prikazan na moskovskom MAKS airshowu.
2004. je 21 F1AZ uskladišten u zračnoj bazi Hoedspruit, čekajući potencijalnog kupca. U travnju 2006. objavljeno je da je Aerosud kupio preostale F1AZ i njihove rezervne dijelove. 17. kolovoza 2006. francuska novinska agencija Agence France-Presse je objavila da su dva nadograđena bivša južnoafrička F1AZ preletjela iznad Libreville|Librevillea tijekom proslave gabonskog Dana nezavisnosti. Obnovljene i nadograđene lovce je u Gabon dostavio Aerosud. Direktor te grupacije, dr. Paul Potgieter je potvrdio angažman tvrtke u prodaji zrakoplova Gabonu ali je odbio dati detaljne informacije. Izvjestio je tek da je Gabon od JAR-a kupio svega tri Mirage F1 dok je kasnije navedeno da je gabonska Vlada ukupno kupila četiri Dassault Mirage F1AZ.

### Mirage F1M-53
Razvijen za potrebe natječaja za europskim NATO lovcem početkom 1970-ih, kada se tražila zamjena za F-104G. Bio je opremljen sa snažnijim SNECMA M53 motorom te drugim poboljšanjima. U konačnici, pobijedio je General Dynamics s F-16 Fighting Falconom dok je Mirage F1 zauzeo drugo mjesto.

## Operativna povijest
Mirage F1 je ostvario veliko izvozno tržište tako da su ga koristila mnoga ratna zrakoplovstva diljem Svijeta.

### Francuska
Dassault Mirage F1 francuskih zračnih snaga je prvu borbenu primjenu imao 1984. tijekom Operacije Manta, francuske vojne intervencije u Čadu kako bi se zaustavilo rastuće libijsko prodiranje u zemlju. Četiri Mirage F1C-200 su pružali zračnu podršku četvorici SEPECAT Jaguara te su sudjelovali u borbama protiv pro-libijskih pobunjenika okupljenih oko Tranzicijskog vijeća nacionalnog jedinstva.
1986. francuski Mirage F1 su se ponovo našli u Čadu kao dio Operacije Epervier, gdje je četiri F1C-200 osiguravalo borbenu podršku osmorici Jaguara u zračnom napadu na libijsku zračnu bazu u Ouadi Doumu 16. veljače 1986. Dva Mirage F1CR su letjeli u izviđačkim misijama prije i poslije zračnog udara.
Nakon iračke invazije na Kuvajt 1991., Francuska je na područje zaljeva poslala 12 Mirage F1C koji su stacionirani u Dohi dok je 4 Mirage F1CR stacionirano u Saudijskoj Arabiji. Kako bi se izbjegao rizik da savezničke snage zamjene irački F1 s francuskim, Mirage F1CR francuskih zračnih snaga su bili prizemljeni tijekom prvih dana napada na Irak, tako da su prvu borbenu zadaću imali 26. siječnja 1991. Korišteni su za bombarderske zadaće te su primjenjivane njihove navigacijske sposobnosti kako bi predvodili Jaguare u bombardiranju kao i za izviđačke misije. Završetkom rata, Francuska je svoje Mirage F1CR dostavila u Tursku kao dio Operacije Pružanje utjehe s ciljem zaštite Kurda od iračke agresije.
U studenom 2004. kao odgovor na bjelokošćanske zračne napade na francuske mirotvorce, tri Mirage F1 su napala zračnu luku Yamoussoukro i uništila dva Su-25 i tri jurišna helikoptera.
U listopadu 2007., tri Mirage F1 i tri Mirage 2000 su dostavljena u zračnu luku Kandahar za potrebe pružanja bliske zračne podrške i taktičkog izviđanja na području južnog Afganistana.
U ožujku 2011. jedan Mirage F1CR je dostavljen na korzikansku zračnu bazu Solenzara kako bi iznad Libije vršio izviđačke misije u sklopu Operacije Harmattan.

### Ekvador
Ekvadorske zračne snage su vlastite Mirage F1JA lovce prvi puta borbeno primijenile tijekom siječnja i veljače 1981. u kratkom Paquisha ratu između Ekvadora i Perua, nakon nešto manje od dvije godine od kada su zrakoplovi dostavljeni Ekvadoru. Od tada su se ekvadorske zračne snage odlučile na direktnu borbu protiv peruanskog ratnog zrakoplovstva koje je raspolagalo s Mirage 5P i Su-22M koji su pružali zračnu podršku peruanskoj vojsci u borbenim zonama.
Tijekom Cenepa rata koji je 1995. ponovo izbio između Perua i Ekvadora, ekvadorski F1 su opet korišteni u borbama protiv peruanskih snaga. Ovaj puta je veći dio F1 zadržan u zračnoj bazi Taura dok je mala količina Mirage F1 i Kfir C.2 postavljena u zračnoj bazi pokraj Perua kako bi odvratili peruanske borbene zrakoplove od ulaska u borbenu zonu. 10. veljače 1995. dva Mirage F1JA kojima su upravljali bojnik R. Banderas i kapetan C. Uzcátegui te naoružani s Matra R550 Magic projektilima bili su usmjereni prema pet ciljeva u spornoj Cenepa dolini. Nakon što je ostvaren vizualni kontakt, piloti su ispalili projektile oborivši pritom dva peruanska Su-22M dok je prateći IAI Kfir oborio A-37B Dragonfly. S druge strane, Peru je negirao da su ekvadorski F1 oborili njihove Su-22M, tvrdeći da je jedan izgubljen zbog ekvadorske PZO tijekom misije gađanja ciljeva na tlu prilikom niskog leta dok se za drugi Suhoj tvrdilo da se srušio nakon što se zapalio motor.

### Irak
Tijekom Iransko-iračkog rata, irački Mirage F1EQ su intenzivno korišteni za presretanje, napad ciljeva na tlu te gađanje brodova. U studenom 1981. irački Mirage F1 je oborio prvi iranski F-14 Tomcat te je uslijedilo još nekoliko zračnih pobjeda u mjesecima koji su slijedili. Zbog toga je prvotno "plašljivo" iračko ratno zrakoplovstvo steklo povjerenje u zračne borbe protiv Iranaca.
17. svibnja 1987. pilot iračkih zračnih snaga koji je upravljao s Mirage F1EQ je lansirao dva Exocet protubrodska projektila na američku raketnu fregatu USS Stark (FFG-31) koja se nalazila u perzijskom zaljevu.
U prvim minutama početka Zaljevskog rata 17. siječnja 1991., USAF-ov nenaoružani EF-111 kojim su upravljali pilot, kapetan James A. Denton i kapetan Brent D. Brandon je uništio irački Dassault Mirage F1EQ prilikom izvođenja manevra na tlu. Time je taj F-111 postao prvi koji je ostvario zračnu pobjedu protiv nekog borbenog aviona. Prema iračkim izvorima, Mirage F-1EQ kojim je upravljao pilot Najim Abdullah Al-Jubouri se nije srušio te je pogodio F-111 s jednim Magic projektilom. Neki izvori tvrde da je rana detonacija projektila zbunila pilote obje strane tako da je svaki tvrdio da je ostvario zračnu pobjedu.
U Zaljevskom ratu je posredstvom savezničkih snaga tijekom 1991. oboreno nekoliko iračkih Mirage F1. Tada su dva iračka F1EQ bila spremna bombardirati jednu saudijsku rafineriju nafte ali ih je srušio F-15C Kraljevskih saudijskih zračnih snaga.

### Maroko
Kraljevske marokanske zračne snage su od proizvođača Dassault Aviationa naručile 30 Mirage F1CHs i 20 Mirage F1EH 1975. godine. Prvi avioni su zemlji dostavljeni 1978. a već su korišteni sljedeće godine u ratu protiv POLISARIO fronte u Zapadnoj Sahari.

### JAR
Obje inačice F1CZ i F1AZ je Južna Afrika koristila tijekom lokalnog pograničnog rata.
Dva F1CZ iz južnoafričkog 3. eskadrona su oborili angolske MiG-21 1981. i 1982. 6. studenog 1981. tijekom Operacije Daisy, dva Mirage F1CZ su presrela dva angolska MiG-21 od čega je jednog lovca sovjetske proizvodnje oborio južnoafrički pilot, bojnik Johan Rankin koristeći unutarnje 30 mm topove. 5. studenog 1982. pilot Rankin je ponovo presreo dva angolska MiG-21 te je na jedan avion ispalio dva Magic zrak-zrak projektila, oštetivši MiG s drugom raketom. Teško oštećeni MiG-21 je imao mogućnost popravka ali je prilikom slijetanja u bazu pretrpio dodatnu štetu. Nakon toga, Rankina je napao drugi MiG-21 kojeg je južnoafrički pilot uništio koristeći topovsku paljbu.
Osim pobjeda, zrakoplovstvo Južne Afrike je imalo i gubitke F1. Dva F1AZ iz južnoafričkog 1. eskadrona su izgubljeni iznad Angole. 20. veljače 1988., pilot, bojnik Ed Every je letio iznad cestovnog konvoja tijekom Operacije Hooper. Oboren je sa zemlja-zrak projektilnim sustavom SA-13 Gopher. Nakon gotovo mjesec dana, 19. ožujka 1988., Mirage F1 kojim je upravljao pilot, kapetan Willie van Coppenhagen se srušio tijekom povratka s noćne misije. Južnoafričko ratno zrakoplovstvo nije moglo utvrditi razloge pada letjelice.
Kasnije su dva F1AZ i jedan F1CZ su oštećeni tijekom neprijateljske akcije ali su bili u mogućnosti da se vrate u zračnu bazu.

### Španjolska
Španjolske zračne snage su Mirage F1 uvele u svoju zračnu flotu 1975. te je od tada do danas zadržao ulogu primarnog presretača zbog odličnih performansi (brzina od 2,2 Macha) te je moderniziran zbog potreba današnjih standarda zbog čega je sposoban i pouzdan veteran. Međutim, F1 u Španjolskoj dolazi do kraja životnog vijeka te će biti zamijenjen s Eurofighter Typhoonom.
Mirage F1 trenutno koristi 14. zračno krilo s bazom u Albaceteu dok ga je u prošlosti koristilo 11. krilo smješteno pokraj Valencije te 46. krilo s Kanarskih otoka.
Prema podacima iz veljače 2009., 14. krilo raspolaže s 38 zrakoplova koji su podijeljeni 141. eskadronu Patanes te 142. eskadronu Tigres. Mirage F1 je unutar 14. krila dosegnuo 180.000 sati leta zbog čega ga tamošnji piloti nazivaju Abuela (hrv. baka).
Španjolsko ratno zrakoplovstvo je ukupno koristilo 90 aviona Mirage F1 dok su neki od preostalih zrakopolova bili u službi NATO-vog baltičkog air policinga od srpnja 2006. do studenog 2006. te su dva puta presreli nepoznate "uljeze".
20. siječnja 2009. dva španjolska F1 iz 14. krila srušila su se pokraj vlastite zračne baze tijekom rutinskog dog-fight treninga a poginula su sva tri pilota. Olupine obiju zrakoplova uključujući i ostatke posade, pronađeni su u krugu od 3 km.

### Libija
Jedan libijski F1 je uništen u borbi. Prilikom građanskog rata u zemlji 2011., dva libijska Mirage F1 su sletjela na Maltu 21. veljače 2011. jer su odbili bombardirati prosvjednike u Benghaziju. Nakon slijetanja na Maltu, oba pilota su zatražila politički egzil. Libijsko ratno zrakoplovstvo trenutno raspolaže s jednim F1 ali on je trenutno prizemljen zbog UN-ovog uvođenja zone zabrane leta.

## Korisnici
Dassault Mirage F1 je trenutno u službi osam zračnih snaga dok je u pet ratnih zrakoplovstava povučen.

### Trenutni korisnici
- Francuska: primarni korisnik. Francuskim zračnim snagama je dostavljeno 246 zrakoplova dok danas trenutno samo jedan eskadron koristi Mirage F1.
- Ekvador: ekvadorske zračne snage su dobile 16 F1JA i 2 F1JE. Za najmanje tri zrakoplova je potvrđeno da su izgubljeni u nesrećama. Do 2009. je većina preostalih Mirage F1 prizemljeno zbog pitanja održavanja.
- Gabon: gabonske zračne snage koriste četiri južnoafrička F1AZ koji su dostavljeni u zemlju preko grupacije Aerosud.
- Iran: ratno zrakoplovstvo Islamske Republike Iran koristi preko 24 iračkih F1EQ i F1BQ s kojima su irački piloti doletjeli u Iran tijekom Zaljevskog rata 1991.
- Jordan: Kraljevskim jordanskim zračnim snagama je dostavljeno 17 F1CJ, 17 F1EJ i 2 F1BJ.
- Libija: libijskom ratnom zrakoplovstvu je dostavljeno 16 F1AD, 16 F1ED i 6 F1BD. Svi su prizemljeni dok je kod 12 lovaca dana ponuda za njihovo obnavljanje. Međutim, samo četiri su nakon toga stavljena u uporabu. Od 12 Mirage F1, libijski piloti su s dva F1 pobjegli na Maltu tijekom građanskog rata u zemlji 2011.[7][8]
- Maroko: Kraljevskim marokanskim zračnim snagama je dostavljeno 30 F1CH, 14 F1EH i 6 F1EH-200. Svih 50 aviona je još uvijek operativno dok će njih 27 biti nadograđeno na ASTRAC stanadard.
- Španjolska: španjolskim zračnim snagama je dostavljeno 45 F1CE, 22 F1EE i 6 F1BE. Početkom 1990-ih je iz Francuske i Katra je nabavljeno 24 rabljena Mirage F1. Španjolski F1 su korišteni u međunarodnom air policingu na Baltiku.

### Bivši korisnici
- Grčka: grčke zračne snage su koristile 40 F1CG.
- Irak: iračke zračne snage su između 1980. i 1989. zaprimile 93 F1EQ i 15 F1BQ s još dodatnih 17 F1EQ te tri trenera koji nisu isporučeni zbog iračke nemogućnosti njihovog plaćanja zbog UN-ovog embarga na oružje koji je nametnut nakon invazije na Kuvajt 1990.[1] Početkom 2011. francuska Vlada je Iraku ponudila prodaju nadograđenih i obnovljenih francuskih 18 Mirage F1.[9]
- Katar: katarske emiratske zračne snage su koristile 13 F1EDA i 2 F1DDA.
- Kuvajt: kuvajtske zračne snage su koristile 27 F1CK i 6 F1BK.
- JAR: južnoafričke zračne snage su koristile 32 F1AZ i 16 F1CZ.

## Tehničke karakteristike (Mirage F1)
Izvori podataka: 
Osnovne karakteristike
- posada: 1
- dužina: 15,30 m
- raspon krila: 8,4 m
- površina krila: 25 m²
- visina: 4,5 m

Letne karakteristike
- najveća brzina: 2.2 Macha (2.338 km/h, 1.453 mph)
- dolet: 3.300 km
  - borbeni dolet: 425 km
- brzina penjanja: oko 243 m/sek. (oko 47.835 stopa/sek.)
- najveća visina leta: 20.000 m
- motor: 1× SNECMA Atar 9K-50 turbomlazni motor

Naoružanje
- naoružanje:
- Top: 2× 30 mm DEFA 553, 150 metaka po topu
- Nosač oružja: 
ukupno 7 nosača na koja se mogu montirati rakete, bombe i projektili.
Maksimalna nosivost je 6.300 kg.
- Projektili:
  - 2× AIM-9 Sidewinder ili
  - 2× Matra R550 Magic
  - 2× Super 530Fs
  - 2× AM-39 Exocet
  - 2×AS-30L
- Bombe:
  - različite vrste bombi
- Rakete:
  - 8× Matra raketni spremnik (svaki s 18× SNEB 68 mm raketama)
- defanzivne mjere: 
Emerson Electric AN/APQ-153 radar (ranije inačice F-5E)
Emerson Electric AN/APQ-159 (kasnije inačice F-5E)
AN/AVQ-27 (laserski označavatelj mete; samo za F-5B i F-5F)